# 勞沃斯湖國家公園

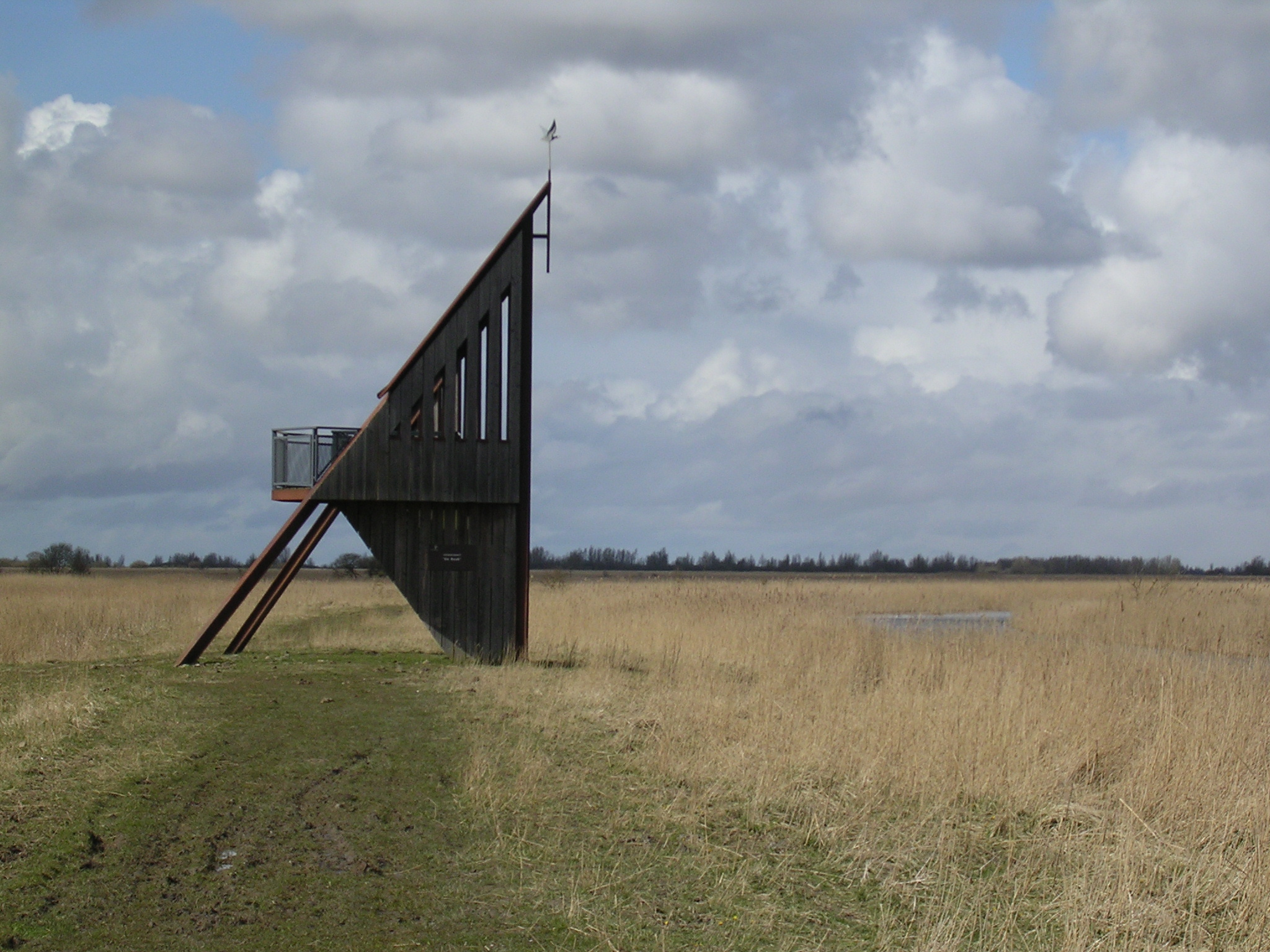

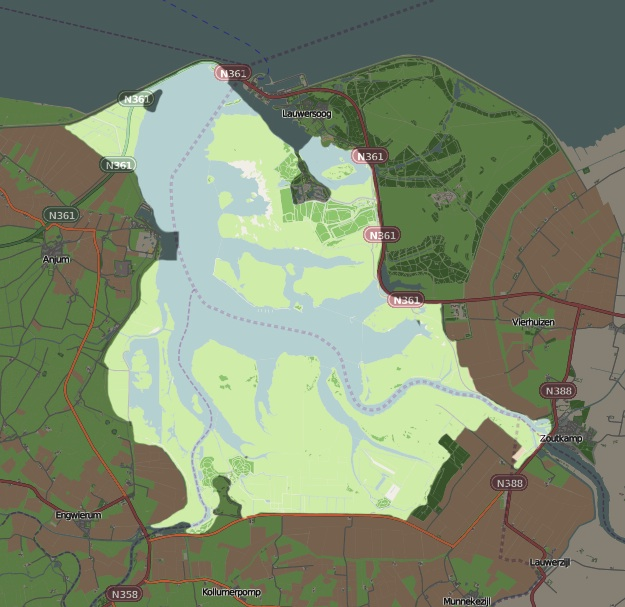

53°21′50″N 6°12′00″E / 53.364°N 6.200°E
勞沃斯湖國家公園（荷蘭語：Nationaal Park Lauwersmeer）是荷蘭的國家公園，位於該國北部，橫跨弗里斯蘭省和格羅寧根省，成立於2003年11月12日，面積60平方公里，設有多條遠足徑和自行車道，可進行水上運動、帆船、皮划艇、衝浪、風箏衝浪等活動。